# Fratelli tutti
Ferenc pápa harmadik enciklikája, a Fratelli tutti (Mindnyájan testvérek) felhívja a figyelmet, hogy a COVID–19-világjárványban a világ kudarcot vallott. Célja sürgető, a nagyobb szolidaritásra, több testvéri szeretetre való hívás, míg határozottan elutasítja a háborúkat. Az eredetiben spanyol nyelven fogalmazott, de olasz című enciklikát 2020. október 3-án írta alá Assissiben. Az enciklika egyaránt szól hívőkhöz, püspökökhöz és a papsághoz.

## Előzmények
2019-ben Abu-Dzabiban Ahmad et-Tajjeb főimámmal a pápa aláírt egy dokumentumot, ami az emberi testvériségről szól. Ez adott alapvető ihletet a pápának az enciklika megírásához. Továbbá Martin Luther King, Desmond Tutu, Paul Riceour és Gabriel Marcel is inspirálta. 
A pápa Assissiben névadójának, Assisi Szent Ferencnek a sírjánál írta alá az enciklikát. Az enciklika címadásában is ugyancsak Szent Ferenc játszott közre, a "figyeljünk mindnyájan testvérek, a jópásztorra, aki a juhai megmentéséért, a kereszt gyötrelmeit választotta." idézetéből kölcsönözte.

## Fejezetek[3]
- 1. Egy zárt világ árnyai

A pápa számba veszi a mai társadalom olyan torzulásait betegségeit, melyben hiányzik a fájdalom. Közönyösség és önzés a közjó iránt. "A falak kultúrája" kedvez a maffia terjeszkedésének.  Manipulálódott a demokrácia, igazságosság és szabadság fogalma és ezeket kiforgatják eredeti jelentésükből.
- 2. Egy idegen az utcán

Azonban meghívásunk van, hogy közel kerüljünk egymáshoz, hidat építsünk, mert szeretetre vagyunk teremtve. Minden kirekesztett arcában ismerjük fel Krisztust!
- 3. Gondoljunk el és hozzunk létre egy nyitott világot.

Ha kilépünk önmagunkból, akkor létünk növekszik másokkal. Az egyetemes szeretetközösségre irányítjuk magunkat, ha megnyílunk felebarátainknak. Elsődleges és nélkülözhetetlen a család, mert elsődlegesen itt nyilvánul meg a testvériség érzése, ezért védeni és tisztelni kell. A teremtett javak egyetemes elrendeltetése mindig elsődleges a magántulajdonhoz való természetes joghoz képest.
- 4. Egy egész világra nyitott szív

Minden  ország az idegené is, nem lehet kirekeszteni, aki szükséget szenved és máshonnan származik. Reméli az eladósodott országok kifizetik adósságait, de nem veszélyeztetik a legszegényebb országok növekedését, megélhetését. A származási helyétől elszakadt, súlyos humanitárius válságban lévő menekülőket be kell fogadni, alapvető ellátásukat, szolgáltatásokat kell nyújtani, jogaikat megadni és integrálni szükséges. Ez az állampolgárok jogainak védelme és migránsok befogadása között helyes egyensúllyal valósuljon meg.
- 5. A legjobb politika

A közjó szolgálatában álló jótékony szeretet azonban készen áll a konfrontációra, párbeszédre. A pápa szerint a populizmus a konszenzusokat saját javára használja ki. A legjobb politika védelmezi a munkát és a képességek kibontakozását. Találjon megoldásokat mindarra, ami az alapvető jogokat támadja, kirekesztettség a társadalomból, kereskedelem emberi szervekkel, kábítószerekkel, fegyverekkel, szexuális kizsákmányolás, rabszolgamunka, terrorizmus és szervezett bűnözés. Az emberiség szégyene az emberkereskedelem és az éhséget okozó bűntényt követ el, mert a táplálkozás elidegeníthetetlen jog. A pénzügyi spekulációk bebizonyították, hogy mészárlások okozói, a pénz piac nem old meg mindent. Az ENSZ gyakorlatban legyen a szegénységet kiküszöbölt nemzetek családja. Mozdítsa elő a jogot, az erő joga ellen.
- 6. Párbeszéd és barátság a társadalomban

Senki sem haszontalan, mindenkitől lehet tanulni, a világ perifériái és őslakosai is fontosak. Az életfelfogásunkban legyen a "mindenkivel való találkozás művészete", írja a pápa.
- 7. A megújult találkozás útjai

A többiek szolgálatában nyilvánul meg a proaktív béke, mely kézműves és feladata sohasem ér véget. A pápa a békéhez kapcsolja a mindenki szeretetét, és a megbocsátást. Az elnyomók szeretete azt jelenti, hogy segítünk megváltozni neki. Igazságosságot és emlékezetet jelent a megbocsátás, nem pedig bűntelenséget. Ne altassuk az emlékezetet, tartsuk életben a kollektív tudat lángját. Példaként Hirosimát és Nagaszakit említi. Azon felül a jóra való emlékezés is fontos.
- 8. Vallások a testvériség szolgálatában a világon

A vallási szövegek téves félreértelmezésen alapszik a terrorizmus. Illetve olyan politikából ered, ahol az éhségből, szegénységből és elnyomásból származó  következmény. Minden hívő alapvető joga a vallásszabadság, melyet garantálni kell és a vallások közötti béke lehetséges lesz. Bár az egyház nem foglalkozik a politikával, hanem a létezés politikai dimenzióival foglalkozik. Továbbá az egyház küldetése nem az, hogy a magánszférába száműzze a hívőt. Mindezt teszi az átfogó emberi fejlődés és az általános közjó érdekében, az evangélium alapelveiknek megfelelően.
Végül kitér arra, hogy Ahmad et-Tajjeb főimámmal aláírt dokumentum  az Emberi Testvériségről a világbéke és a békés együttélés érdekében tett vallási párbeszéd mérföldköve volt, melyet a felek 2019. február 4-én írtak alá. A párbeszédé legyen az út és egymás kölcsönös megismerése legyen a módszer. Ebben az enciklikában ismételten felhívást tesz az emberi testvériség jegyében.

## Magyarul
- Ferenc pápa Fratelli tutti kezdetű enciklikája a testvériségről és a társadalmi barátságról; ford. Diós István; Szt. István Társulat, Bp., 2021 (Pápai megnyilatkozások)